# Сент-Обан
Сент-Обан (фр. Saint-Auban) — коммуна на юго-востоке Франции в регионе Прованс — Альпы — Лазурный берег, департамент Приморские Альпы, округ Грас, кантон Грас-1. До марта 2015 года коммуна являлась административным центром упразднённого кантона Сент-Обан (округ Грас).
Площадь коммуны — 42,54 км², население — 232 человека (2006) с тенденцией к стабилизации: 228 человек (2012), плотность населения — 5,4 чел/км².

## Население
Население коммуны в 2011 году составляло 224 человека, а в 2012 году — 228 человек.
| 1962 | 1968 | 1975 | 1982 | 1990 | 1999 | 2006 | 2008 | 2011 | 2012 |
| ---- | ---- | ---- | ---- | ---- | ---- | ---- | ---- | ---- | ---- |
| 219  | 211  | 225  | 221  | 217  | 267  | 232  | 221  | 224  | 228  |

Динамика численности населения:

## Экономика
В 2010 году из 119 человек трудоспособного возраста (от 15 до 64 лет) 81 были экономически активными, 38 — неактивными (показатель активности 68,1 %, в 1999 году — 58,4 %). Из 81 активных трудоспособных жителей работали 72 человека (46 мужчин и 26 женщин), 9 числились безработными (двое мужчин и 7 женщин). Среди 38 трудоспособных неактивных граждан 3 были учениками либо студентами, 20 — пенсионерами, а ещё 15 — были неактивны в силу других причин.
На протяжении 2010 года в коммуне числилось 93 облагаемых налогом домохозяйства, в которых проживало 172,0 человека. При этом медиана доходов составила 17 тысяч 760 евро на одного налогоплательщика.